# Alá ed-Dín Abu el-Kászem
Alá ed-Dín Mohamed esz-Szaíd Abu el-Kászem (arabul: علاء الدين محمد السيد أبو القاسم, a nyugati sportsajtóban: Alaaeldin Abouelkassem) (Szétif, Algéria, 1990. november 25. –) olimpiai ezüstérmes egyiptomi tőrvívó.